# ۸۵۶ (میلادی)

## رویدادها
- ۲۲ دسامبر: زمین‌لرزه قومس. در روز سه شنبه ۱۸ شعبان ۲۴۲ زمین لرزه فاجعه باری در البرز خاوری روی داد که منطقه قومس و ناحیه خراسان باختری، توابع نیشابور، را ویران کرد. در این فاجعه ۲۰۰ هزار تن کشته شدند و عملاً همه روستاها ویران شد. در منطقه قومس، بیشترین زیان‌های زمین لرزه به دامغان رسید که نیمی از شهر ویران شد و در آن ۴۵۰۹۶ تن کشته شدند.